# Schizonycha aspera
Schizonycha aspera är en skalbaggsart som beskrevs av Brenske 1898. Schizonycha aspera ingår i släktet Schizonycha och familjen Melolonthidae. Inga underarter finns listade i Catalogue of Life.